# Elaeocarpus dallmannensis
Elaeocarpus dallmannensis är en tvåhjärtbladig växtart som beskrevs av Kanehira & Hatusima. Elaeocarpus dallmannensis ingår i släktet Elaeocarpus och familjen Elaeocarpaceae. Inga underarter finns listade i Catalogue of Life.